# Santa-Ana-Gebirge
Das Santa-Ana-Gebirge (englisch Santa Ana Mountains) ist eine Bergkette entlang der südkalifornischen Pazifikküste in den Vereinigten Staaten. Sie erstreckt sich auf einer Länge von knapp 60 Kilometern südöstlich von Los Angeles auf der Grenze zwischen Orange County und Riverside County. Die Bergkette ist namensgebend für die in der Region auftretenden Santa-Ana-Winde.
Der höchste Berg der Kette ist der 1734 Meter hohe Santiago Peak östlich von Santa Ana. Er ist normalerweise der einzige Gipfel der Bergkette, der im Winter schneebedeckt ist. Ein Großteil der Bergkette gehört zum Cleveland National Forest; Teile sind jedoch auch noch Privateigentum der beiden mehrere hundert Jahre alten Ranchen der Irvine Company und der Rancho Mission Viejo.